# Phreatia elegans
Phreatia elegans är en orkidéart som beskrevs av John Lindley. Phreatia elegans ingår i släktet Phreatia och familjen orkidéer. Inga underarter finns listade i Catalogue of Life.